# کوه فرخشاد
قله فرخشاد یا میوله یکی از کوه‌های رشته کوه پراو، با ارتفاع ۲۴۴۵ از سطح دریا است. این کوه در شمال شهر کرمانشاه قرار گرفته است.این کوه به طول حدود ۵ کیلومتر از غرب به تنگ ملاورد و از شرق به کوه طاق بستان متصل است. این کوه از سنگ آهک تشکیل شد و با توجه به کارستی بودن آن دارای غارها و چندین چشمه است.

### باستان شناسی
باستان شناسان آثاری از سکونت انسان در دوره های پارینه سنگی و دوران تاریخی در دامنه های جنوبی این کوه کشف کرده اند که از مهمترین آنها می توان به غار ملاورد در غرب کوه، مجموعه نقوش صخره ای سرخه لیزه در جنوب آن و غار دواشکفت در شرق آن اشاره کرد. علاوه بر این آثار دوره پارینه سنگی میانی در دامنه دوکل در شرق آن یافت شده که تا دشت کاهو (گیادورن) در کوه طاق بستان ادامه یافته و نشان می دهد انسانهای نئاندرتال در این ارتفاعات از سنگ چخماق رادیولاریت ابزار سنگی می ساخته اند.

### مسیرهای صعود
برای صعود به قله راه‌های متعددی وجود دارد که عمومی‌ترین آن مسیر سینه سرخ نام دارد. این مسیر از پارکینگ بالای پارک کوهستان واقع در غرب طاق بستان آغاز و از طریق مسیر پاکوب از دامنهٔ سینه سرخ به دشت گاو چال می رسد. سپس ازآنجا به سمت یال سمت چپ ادامه یافته و به درهٔ نیت می‌رسد. غار عموسلیم که دست تراش است در بالای این دره واقع است. از این غار تا قله پانزده دقیقه فاصله است.